# Cherokee (Oklahoma)
Pour les articles homonymes, voir Cherokee (homonymie).
La ville de Cherokee est le siège du comté d'Alfalfa, dans l’État d'Oklahoma, aux États-Unis. Sa population s’élevait à 1 498 habitants lors du recensement de 2010, estimée à 1 560 habitants en 2015.

## Transports
Cherokee possède une base aérienne (Kegelman Air Force Auxiliary Field, code AITA : CKA).

## Source
- (en) Cet article est partiellement ou en totalité issu de l’article de Wikipédia en anglais intitulé « Cherokee, Oklahoma » (voir la liste des auteurs).

1. ↑  (en) « Annual Estimates of the Resident Population for Incorporated Places: April 1, 2010 to July 1, 2015 » [archive du 2 juin 2016] (consulté le 2 juillet 2016)
2. ↑  (en) « Census of Population and Housing », Census.gov (consulté le 4 juin 2015)